# Festival international du film BUFF

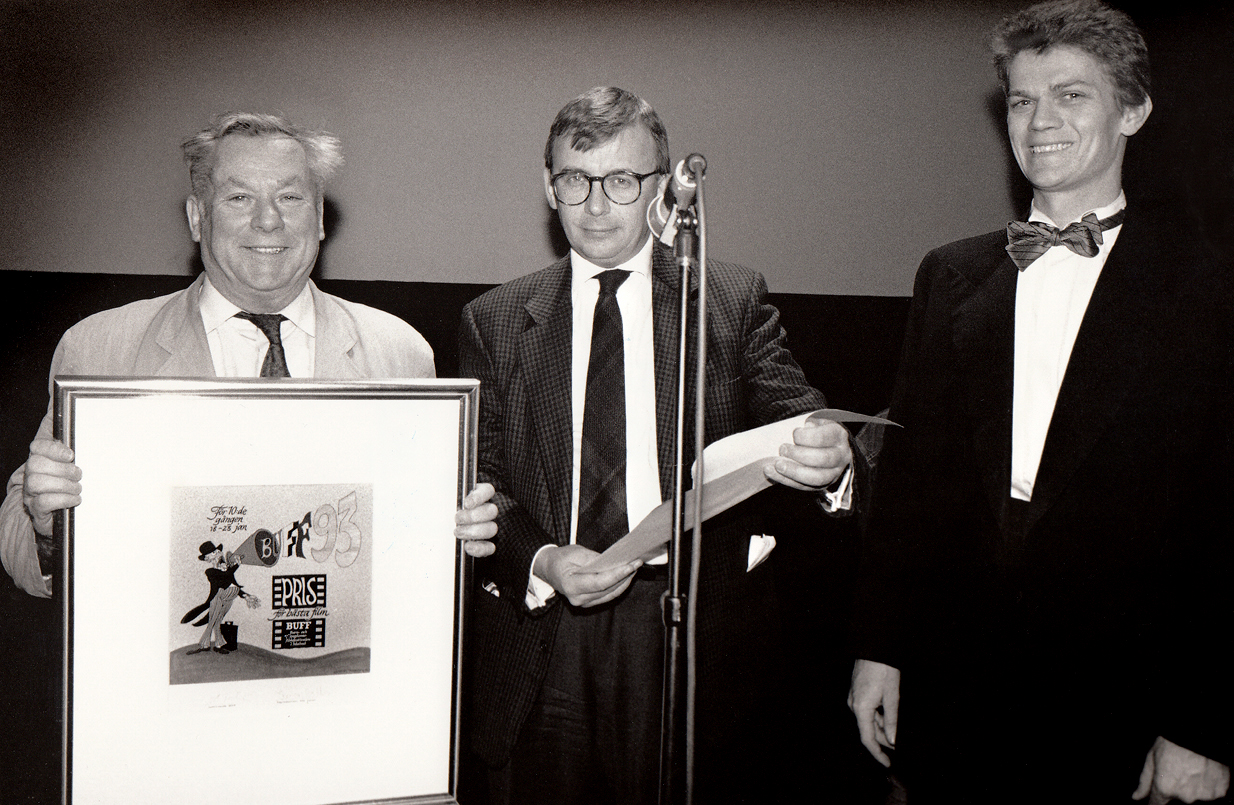
Le lauréat du meilleur film Buff en 1993 a été le film français Les Enfants du naufrageur. Le prix a été remis à Raymond Lefèvre, directeur du Festival du film français pour enfants de Laon par Johan Bengt-Påhlsson (au milieu) et le général du festival Ola Tedin.

Le Festival international du film BUFF (en suédois : BUFF Filmfestival) est un festival international de films pour enfants et jeunes organisé à Malmö, en Suède, chaque année en mars,.
Le festival, membre de l'Association européenne du film pour enfants (ECFA), est fondé en 1984.

## Récompenses attribuées
Chaque année, des prix de cinéma sont décernés au festival :  
- Prix du film pour enfants de la ville de Malmö
- Le prix de l'Église de Suède
- Prix du cinéma jeunesse
- Prix ECFA
- Prix du court métrage de la région Skåne
- Prix du pitch de SVT
- Cinéma pour enfants de l'année
- Sydsvenskan et prix BUFF
- Film pour enfants SF Bio

## Lectures complémentaires
- (sv) Både galakänsla och övergivna barn - Nöje - Skånskan.se
- (sv) BUFF slår upp portarna - Lokaltidningen
- (sv) Dags för Buff igen - Lokaltidningen
- (sv) BUFF inleder med Kenny – Lokaltidningen
- (sv) Åtta filmer tävlar om Svenska kyrkans ungdomsfilmpris - Svenska kyrkan - Om oss
- (sv) Blå Malmöfilm på Buff - Nöje - Kristianstadsbladet - Nyheter dygnet runt
- (sv) Buff-pris till kortfilmsduo - dn.se